# カメレオン・コード
カメレオン・コードとは非接触型の画像解析技術の1つであり、一般にはカラーバーコードと呼ばれる。
日本初のカラーバーコードとされ、東京都新宿区のベンチャー企業の株式会社シフトがソリューション開発に活用している。

## 特徴
黒い下地に、水色・紫・黄・緑・赤・青・オレンジの最大8色を基本構成とした二次元の色配列で構成されている。読み取りはパソコン･ウェブカメラを使用し、コードの出力もプリンタを使い、いずれも市販の機器だけで行える。そのため、専用の機器を必要とするICタグと比べてコストが場合によっては約50分の1に抑えることができるという。
カメラにコードをかざすと電波を使わないため、ICタグなどと違い、同じチャンネルを使うリーダが付近にあることで生じる電波干渉が起こらず、複数のカラーコードを画像に収めて一括認識が可能となっている（カメラの撮影範囲内にある20個のカメレオンコードなら1秒以下で認識する）。認識能力が精密で、カメラの焦点さえあえば2メートル程離れたところからでも認識する。また、QRコードの場合カメラに画像全体の80%が含まれていなければ認識しないが、カメレオン･コードは動画認識の場合、画像全体の2％、静止画像の場合、画像全体の0.15%程度の大きさでコードが含まれていれば認証が可能であるという（190万画素で撮影の場合）。

## 主な用途
これまでに塾や学校などの生徒入退室システム、図書館の蔵書管理システム、駐車場の入出庫認証システム、資産（在庫）管理システム、子供向け遊戯施設の入場者管理システムなど幅広く利用されている。また、電磁波を発生しないため医療機関や精密機器を扱う分野への応用が期待されている。

## テレビ番組
- 日経スペシャル ガイアの夜明け ベンチャーがニッポンを救う～それでも負けない技術力～（2009年1月20日、テレビ東京）[1]。- 役に立つ技術を持つ「金の卵」を取材。